# 艾瑞克森海崖
75°2′S 136°30′W / 75.033°S 136.500°W
艾瑞克森海崖（英語：Erickson Bluffs）是南極洲的海崖，位於瑪麗伯德地的麥當勞高地西南側，該海崖根據美國地質調查局的測量和美國海軍的空中照片被繪入地圖。